# Olympische Winterspiele 2018/Eiskunstlauf
Bei den  XXIII. Olympischen Winterspielen 2018 in Pyeongchang fanden fünf Wettbewerbe im Eiskunstlauf statt. Austragungsort war die Gangneung Ice Arena mit einer Kapazität von 12.000 Zuschauern in der Küstenstadt Gangneung.

## Wettbewerbe und Zeitplan
| Wettbewerbe und Zeitplan Eiskunstlauf | Wettbewerbe und Zeitplan Eiskunstlauf | Wettbewerbe und Zeitplan Eiskunstlauf | Wettbewerbe und Zeitplan Eiskunstlauf | Wettbewerbe und Zeitplan Eiskunstlauf | Wettbewerbe und Zeitplan Eiskunstlauf | Wettbewerbe und Zeitplan Eiskunstlauf | Wettbewerbe und Zeitplan Eiskunstlauf | Wettbewerbe und Zeitplan Eiskunstlauf | Wettbewerbe und Zeitplan Eiskunstlauf | Wettbewerbe und Zeitplan Eiskunstlauf | Wettbewerbe und Zeitplan Eiskunstlauf | Wettbewerbe und Zeitplan Eiskunstlauf | Wettbewerbe und Zeitplan Eiskunstlauf | Wettbewerbe und Zeitplan Eiskunstlauf | Wettbewerbe und Zeitplan Eiskunstlauf |
|                                       | Februar                               | Februar                               | Februar                               | Februar                               | Februar                               | Februar                               | Februar                               | Februar                               | Februar                               | Februar                               | Februar                               | Februar                               | Februar                               | Februar                               | Februar                               |
| Wettbewerbe                           | 9.                                    | 10.                                   | 11.                                   | 12.                                   | 13.                                   | 14.                                   | 15.                                   | 16.                                   | 17.                                   | 18.                                   | 19.                                   | 20.                                   | 21.                                   | 22.                                   | 23.                                   |
| ------------------------------------- | ------------------------------------- | ------------------------------------- | ------------------------------------- | ------------------------------------- | ------------------------------------- | ------------------------------------- | ------------------------------------- | ------------------------------------- | ------------------------------------- | ------------------------------------- | ------------------------------------- | ------------------------------------- | ------------------------------------- | ------------------------------------- | ------------------------------------- |
| Männer Einzel                         |                                       |                                       |                                       |                                       |                                       |                                       |                                       |                                       |                                       |                                       |                                       |                                       |                                       |                                       |                                       |
| Frauen Einzel                         |                                       |                                       |                                       |                                       |                                       |                                       |                                       |                                       |                                       |                                       |                                       |                                       |                                       |                                       |                                       |
| Eistanz                               |                                       |                                       |                                       |                                       |                                       |                                       |                                       |                                       |                                       |                                       |                                       |                                       |                                       |                                       |                                       |
| Paarlauf                              |                                       |                                       |                                       |                                       |                                       |                                       |                                       |                                       |                                       |                                       |                                       |                                       |                                       |                                       |                                       |
| Teamwettbewerb                        |                                       |                                       |                                       |                                       |                                       |                                       |                                       |                                       |                                       |                                       |                                       |                                       |                                       |                                       |                                       |

|  | Qualifikation/Ausscheidung |  | Finale |

## Bilanz

### Medaillenspiegel
| Platz | Land                             | Gold | Silber | Bronze | Gesamt |
| ----- | -------------------------------- | ---- | ------ | ------ | ------ |
| 1     | Kanada                           | 2    | –      | 2      | 4      |
| 2     | Olympische Athleten aus Russland | 1    | 2      | –      | 3      |
| 3     | Japan                            | 1    | 1      | –      | 2      |
| 4     | Deutschland                      | 1    | –      | –      | 1      |
| 5     | Volksrepublik China              | –    | 1      | –      | 1      |
| 5     | Frankreich                       | –    | 1      | –      | 1      |
| 7     | Vereinigte Staaten               | –    | –      | 2      | 2      |
| 8     | Spanien                          | –    | –      | 1      | 1      |

### Medaillengewinner
| Konkurrenz     | Gold | Silber | Bronze |
| -------------- | --- | --- | --- |
| Männer Einzel  | Yuzuru Hanyū                                                                                                 | Shōma Uno | Javier Fernández |
| Frauen Einzel  | Alina Sagitowa                                                                                               | Jewgenija Medwedewa | Kaetlyn Osmond |
| Paarlauf       | Aljona Savchenko / Bruno Massot                                                                              | Sui Wenjing / Han Cong | Meagan Duhamel / Eric Radford |
| Eistanz        | Tessa Virtue / Scott Moir                                                                                    | Gabriella Papadakis / Guillaume Cizeron | Maia Shibutani / Alex Shibutani |
| Teamwettbewerb | Kanada Patrick Chan Kaetlyn Osmond Gabrielle Daleman Meagan Duhamel / Eric Radford Tessa Virtue / Scott Moir | Olympische Athleten aus Russland Michail Koljada Jewgenija Medwedewa Alina Sagitowa Jewgenija Tarassowa / Wladimir Morosow Natalja Sabijako / Alexander Enbert Jekaterina Bobrowa / Dmitri Solowjow | Vereinigte Staaten Nathan Chen Adam Rippon Bradie Tennell Mirai Nagasu Alexa Scimeca Knierim / Chris Knierim Maia Shibutani / Alex Shibutani |

## Ergebnisse
- K = Kür
- KP = Kurzprogramm
- KT = Kurztanz
- Pkt. = Punkte

### Männer Einzel
| Platz | Land | Sportler         | KP     | K      | Pkt.   |
| ----- | ---- | ---------------- | ------ | ------ | ------ |
| 1     | JPN  | Yuzuru Hanyū     | 111,68 | 206,17 | 317,85 |
| 2     | JPN  | Shōma Uno        | 104,17 | 202,73 | 306,90 |
| 3     | ESP  | Javier Fernández | 107,58 | 197,66 | 305,24 |
| 4     | CHN  | Jin Boyang       | 103,32 | 194,45 | 297,77 |
| 5     | USA  | Nathan Chen      | 082,27 | 215,08 | 297,35 |
| 6     | USA  | Vincent Zhou     | 084,53 | 192,16 | 276,69 |
| 7     | OAR  | Dmitri Alijew    | 098,98 | 168,53 | 267,51 |
| 8     | OAR  | Michail Koljada  | 086,89 | 177,56 | 264,25 |
| 9     | CAN  | Patrick Chan     | 090,01 | 173,42 | 263,43 |
| 10    | USA  | Adam Rippon      | 087,95 | 171,41 | 259,36 |

Kurzprogramm: 16. Februar 2018, 10:00 Uhr (2:00 MEZ) 
 Kür: 17. Februar 2018, 10:00 Uhr (2:00 MEZ) 
 Olympiasieger 2014:  Yuzuru Hanyū 
 Weltmeister 2017:  Yuzuru Hanyū

### Frauen Einzel
| Platz | Land | Sportlerin          | KP    | K      | Pkt.   |
| ----- | ---- | ------------------- | ----- | ------ | ------ |
| 1     | OAR  | Alina Sagitowa      | 82,92 | 156,65 | 239,57 |
| 2     | OAR  | Jewgenija Medwedewa | 81,61 | 156,65 | 238,26 |
| 3     | CAN  | Kaetlyn Osmond      | 78,87 | 152,15 | 231,25 |
| 4     | JPN  | Satoko Miyahara     | 75,94 | 146,44 | 222,38 |
| 5     | ITA  | Carolina Kostner    | 73,15 | 139,29 | 212,44 |
| 6     | JPN  | Kaori Sakamoto      | 73,18 | 136,53 | 209,71 |
| 7     | KOR  | Choi Da-bin         | 67,77 | 131,49 | 199,26 |
| 8     | OAR  | Marija Sotskowa     | 63,86 | 134,24 | 198,10 |
| 9     | USA  | Bradie Tennell      | 64,01 | 128,34 | 192,35 |
| 10    | USA  | Mirai Nagasu        | 66,93 | 119,61 | 186,54 |

Kurzprogramm: 21. Februar 2018, 10:00 Uhr (2:00 MEZ) 
 Kür: 23. Februar 2018, 10:00 Uhr (2:00 MEZ) 
 Olympiasiegerin 2014:  Adelina Sotnikowa 
 Weltmeisterin 2017:  Jewgenija Medwedewa

### Paare
| Platz | Land | Paar                                   | KP    | K      | Pkt.   |
| ----- | ---- | -------------------------------------- | ----- | ------ | ------ |
| 1     | GER  | Aljona Savchenko / Bruno Massot        | 76,59 | 159,31 | 235,90 |
| 2     | CHN  | Sui Wenjing / Han Cong                 | 82,39 | 153,08 | 235,47 |
| 3     | CAN  | Meagan Duhamel / Eric Radford          | 76,82 | 153,33 | 230,15 |
| 4     | OAR  | Jewgenija Tarassowa / Wladimir Morosow | 81,68 | 143,25 | 224,93 |
| 5     | FRA  | Vanessa James / Morgan Ciprès          | 75,34 | 143,19 | 218,53 |
| 6     | ITA  | Valentina Marchei / Ondřej Hotárek     | 74,50 | 142,09 | 216,59 |
| 7     | OAR  | Natalja Sabijako / Alexander Enbert    | 74,35 | 138,53 | 212,88 |
| 8     | CHN  | Yu Xiaoyu / Zhang Hao                  | 75,58 | 128,52 | 204,10 |
| 9     | CAN  | Julianne Séguin / Charlie Bilodeau     | 67,52 | 136,50 | 204,02 |
| 10    | ITA  | Nicole Della Monica / Matteo Guarise   | 74,00 | 128,74 | 202,74 |

Kurzprogramm: 14. Februar 2018, 10:00 Uhr (2:00 MEZ) 
 Kür: 15. Februar 2018, 10:30 Uhr (2:30 MEZ) 
 Olympiasieger 2014:  Tatjana Wolossoschar / Maxim Trankow 
 Weltmeister 2017:  Sui Wenjing / Han Cong

### Eistanz
| Platz | Land | Paar                                    | KT    | K      | Pkt.   |
| ----- | ---- | --------------------------------------- | ----- | ------ | ------ |
| 1     | CAN  | Tessa Virtue / Scott Moir               | 83,67 | 122,40 | 206,07 |
| 2     | FRA  | Gabriella Papadakis / Guillaume Cizeron | 81,93 | 123,35 | 205,28 |
| 3     | USA  | Maia Shibutani / Alex Shibutani         | 77,73 | 114,86 | 192,59 |
| 4     | USA  | Madison Hubbell / Zachary Donohue       | 77,75 | 109,94 | 187,69 |
| 5     | OAR  | Jekaterina Bobrowa / Dmitri Solowjow    | 75,47 | 111,45 | 186,92 |
| 6     | ITA  | Anna Cappellini / Luca Lanotte          | 76,57 | 108,34 | 184,91 |
| 7     | CAN  | Kaitlyn Weaver / Andrew Poje            | 74,33 | 107,65 | 181,98 |
| 8     | CAN  | Piper Gilles / Paul Poirier             | 69,60 | 107,31 | 176,91 |
| 9     | USA  | Madison Chock / Evan Bates              | 75,45 | 100,13 | 175,58 |
| 10    | ITA  | Charlène Guignard / Marco Fabbri        | 68,16 | 105,31 | 173,47 |

Kurztanz: 19. Februar 2018, 10:00 Uhr (2:00 MEZ) 
 Kür: 20. Februar 2018, 10:00 Uhr (2:00 MEZ) 
 Olympiasieger 2014:  Meryl Davis / Charlie White 
 Weltmeister 2017:  Tessa Virtue / Scott Moir

### Teamwettbewerb
| Rang | Land | Sportler | Kurzprogramme | Kurzprogramme | Kurzprogramme | Kurzprogramme | Kür/Kürtanz        | Kür/Kürtanz        | Kür/Kürtanz        | Kür/Kürtanz        | Punkte |
| Rang | Land | Sportler | Männer        | Paar          | Eistanz       | Frauen        | Paar               | Männer             | Eistanz            | Frauen             | Punkte |
| ---- | ---- | --- | ------------- | ------------- | ------------- | ------------- | ------------------ | ------------------ | ------------------ | ------------------ | ------ |
| 1    | CAN  | Patrick Chan Kaetlyn Osmond (KP) Gabrielle Daleman (Kür) Meagan Duhamel / Eric Radford Tessa Virtue / Scott Moir                                                                         | 8             | 9             | 10            | 8             | 10                 | 10                 | 10                 | 8                  | 73     |
| 2    | OAR  | Michail Koljada Jewgenija Medwedewa (KP) Alina Sagitowa (Kür) Jewgenija Tarassowa / Wladimir Morosow (KP) Natalja Sabijako / Alexander Enbert (Kür) Jekaterina Bobrowa / Dmitri Solowjow | 3             | 10            | 8             | 10            | 8                  | 9                  | 8                  | 10                 | 66     |
| 3    | USA  | Nathan Chen (KP) Adam Rippon (Kür) Bradie Tennell (KP) Mirai Nagasu (Kür) Alexa Scimeca Knierim / Chris Knierim Maia Shibutani / Alex Shibutani                                          | 7             | 7             | 9             | 6             | 7                  | 8                  | 9                  | 9                  | 62     |
| 4    | ITA  | Matteo Rizzo Carolina Kostner Nicole Della Monica / Matteo Guarise (KP) Valentina Marchei / Ondřej Hotárek (Kür) Anna Cappellini / Luca Lanotte                                          | 6             | 4             | 7             | 9             | 9                  | 7                  | 7                  | 7                  | 56     |
| 5    | JPN  | Shōma Uno (KP) Keiji Tanaka (Kür) Satoko Miyahara (KP) Kaori Sakamoto (Kür) Miu Suzaki / Ryūichi Kihara Kana Muramoto / Chris Reed                                                       | 10            | 3             | 6             | 7             | 6                  | 6                  | 6                  | 6                  | 50     |
| 6    | CHN  | Yan Han Li Xiangning Yu Xiaoyu / Zhang Hao Wang Shiyue / Liu Xinyu | 4             | 6             | 4             | 4             | nicht qualifiziert | nicht qualifiziert | nicht qualifiziert | nicht qualifiziert | 18     |
| 7    | GER  | Paul Fentz Nicole Schott Aljona Savchenko / Bruno Massot Kavita Lorenz / Joti Polizoakis                                                                                                 | 2             | 8             | 3             | 3             | nicht qualifiziert | nicht qualifiziert | nicht qualifiziert | nicht qualifiziert | 16     |
| 8    | ISR  | Oleksij Bytschenko Aimee Buchanan Paige Conners / Evgeni Krasnopolski Adel Tankova / Ronald Zilberberg                                                                                   | 9             | 2             | 1             | 1             | nicht qualifiziert | nicht qualifiziert | nicht qualifiziert | nicht qualifiziert | 13     |
| 9    | KOR  | Cha Jun-hwan Choi Da-bin Kim Kyu-eun / Alex Kam Yura Min / Alexander Gamelin | 5             | 1             | 2             | 5             | nicht qualifiziert | nicht qualifiziert | nicht qualifiziert | nicht qualifiziert | 13     |
| 10   | FRA  | Chafik Besseghier Maé-Bérénice Méité Vanessa James / Morgan Ciprès Marie-Jade Lauriault / Romain Le Gac                                                                                  | 1             | 5             | 5             | 2             | nicht qualifiziert | nicht qualifiziert | nicht qualifiziert | nicht qualifiziert | 13     |

Kurzprogramm Herren: 9. Februar 2018, 10:00 Uhr (2:00 MEZ) 
 Kurzprogramm Paare: 9. Februar 2018, 10:00 Uhr (2:00 MEZ) 
 Pflichttanz Eistanz: 11. Februar 2018, 10:00 Uhr (2:00 MEZ) 
 Kurzprogramm Damen: 11. Februar 2018, 10:00 Uhr (2:00 MEZ) 
 Kür Paare: 11. Februar 2018, 10:00 Uhr (2:00 MEZ) 
 Kür Herren: 12. Februar 2018, 10:00 Uhr (2:00 MEZ) 
 Kür Damen: 12. Februar 2018, 10:00 Uhr (2:00 MEZ) 
 Kür Eistanz: 12. Februar 2018, 10:00 Uhr (2:00 MEZ)
Olympiasieger 2014:  Russland Jewgeni Pljuschtschenko, Tatjana Wolossoschar, Maxim Trankow, Jekaterina Bobrowa, Dmitri Solowjow, Julija Lipnizkaja, Xenija Stolbowa, Fjodor Klimow, Jelena Iljinych, Nikita Kazalapow